# Динамо (Квебек)
«Дина́мо» Квебек (фр. Le Dynamo de Québec) — канадський футбольний клуб із міста Квебек, заснований у 1991 році. Виступає у Прем'єр-Лізі Квебеку. Домашні матчі приймає на стадіоні «Стад Хонко», потужністю 1 000 глядачів.
У період 2008—2014 років клуб тимчасово припиняв існування. У 2014 році отримав професійний статус і був заявлений до чемпіонату Квебеку. До 2016 року клуб мав жіночу команду.